# Khorixas
Khorixas – miasto w Namibii w regionie Kunene; 14 852 mieszkańców (2013). Przemysł spożywczy.